# Józef Witoszyński

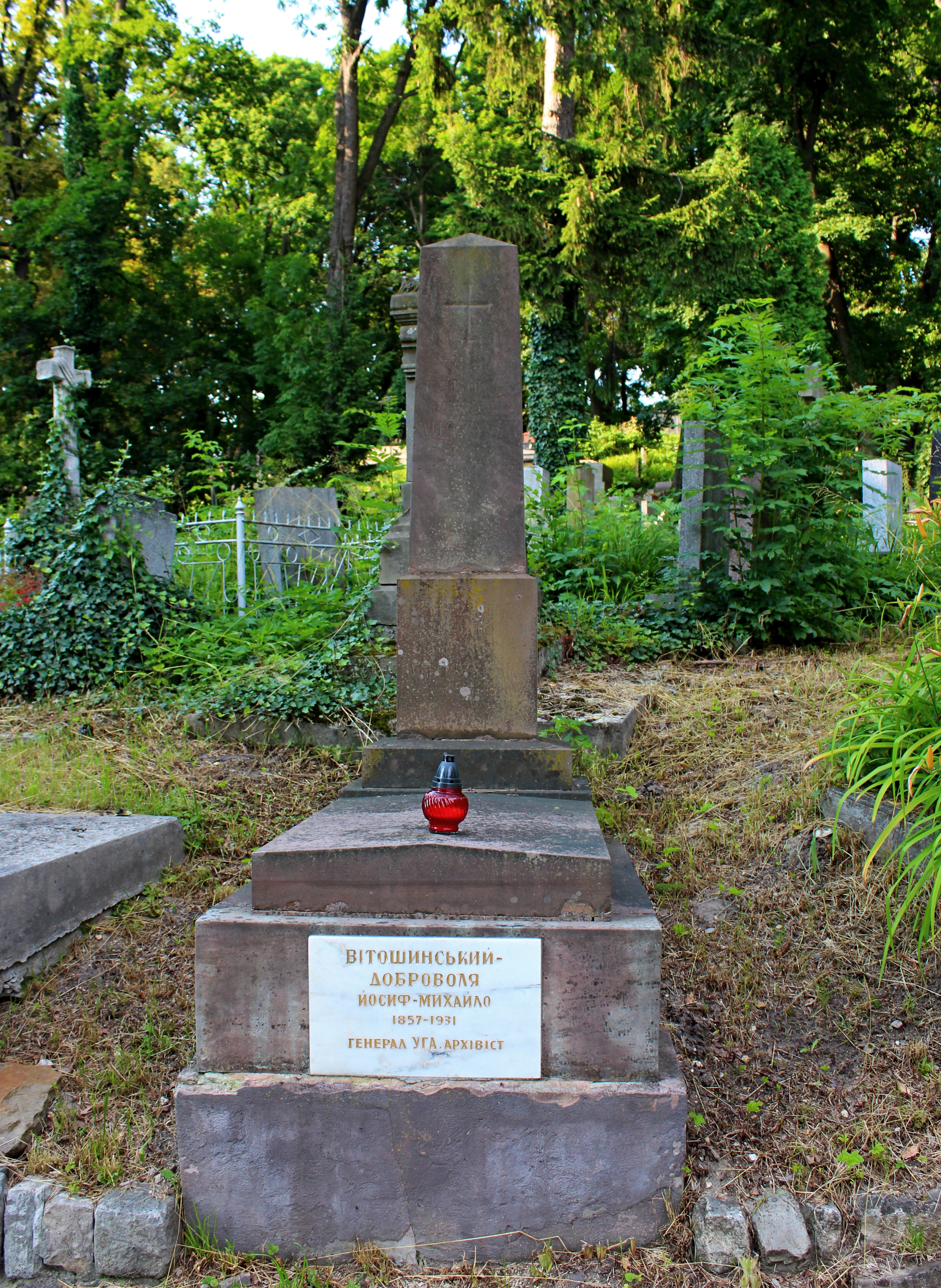

Józef Michał Witoszyński von Dobrawola (ur. 27 października 1858 we Lwowie, zm. 9 grudnia 1931 tamże) – tytularny generał major cesarskiej i królewskiej Armii.

## Życiorys
Urodził się 27 października 1858 we Lwowie, w rodzinie nauczyciela. Ukończył z wynikiem bardzo dobrym pięć klas gimnazjum we Lwowie.
27 października 1875 wstąpił do Galicyjskiego Pułku Piechoty Nr 30 we Lwowie. Został skierowany do szkoły kadetów, którą ukończył z wynikiem bardzo dobrym. Na stopień porucznika został mianowany ze starszeństwem z 1 listopada 1876 w korpusie oficerów piechoty i wcielony do Galicyjskiego Pułku Piechoty Nr 30 we Lwowie. Ukończył Terezjańską Akademię Wojskową.
Dowodził kolejno: 
- 1887 – tymczasowe dowództwo kompanii w 30 Pułku Piechoty we Lwowie
- 1888 – kompania 63 batalionu Landwehry we Lwowie
- 1896 – II batalion 20 Pułku Piechoty Landwehry w Stanisławowie
- 1902 – batalion 1 Pułku Piechoty Landwehry w Wiedniu

1 maja 1906 jako tytularny pułkownik został przeniesiony w stan spoczynku i zamieszkał w Drohobyczu, a następnie we Lwowie.
6 sierpnia 1914 został powołany do wojska jako dowódca nowo utworzonej 130 Brygady Piechoty, z którą walczył na froncie rosyjskim w składzie Korpusu Hofmanna. W skład jego brygady wchodził Legion Ukraińskich Strzelców Siczowych. Witoszyński był opiekunem i konsultantem Legionu.
Został awansowany 1 stycznia 1915 na rzeczywistego pułkownika, a 25 maja 1915 na tytularnego generała majora. W 1917 uzyskał nobilitację szlachecką z predykatem Dobrawola (od nazwiska matki Agnieszki Dobrowolskiej).
W październiku 1915 odszedł ze służby frontowej i 1 grudnia powrócił do stanu spoczynku. 14 kwietnia 1917 ponownie powołany do pracy w administracji wojskowej na terenie Moraw, 15 listopada 1918 powrócił w stan spoczynku. W połowie 1919 wstąpił do Ukraińskiej Armii Halickiej, pracując w Komendzie Głównej UHA, a następnie, po połączeniu jej z Armią Ukraińskiej Republiki Ludowej w zjednoczonym dowództwie obu armii w Kamieńcu Podolskim.
Brał udział w sierpniowej ofensywie 1919 na Kijów. Po internowaniu Armii URL w Polsce przebywał w obozie internowania w Łańcucie, po czym zamieszkał we Lwowie.
Od 27 lipca 1920 pracował jako urzędnik w Zarządzie Archiwalnym Dowództwa Okręgu Generalnego "Lwów", a od 1923 w Austriackim Archiwum Wojskowym we Lwowie.
Pochowany na Cmentarzu Łyczakowskim.

## Ordery i odznaczenia[4]
- Kawaler Orderu Leopolda (1916)
- Kawaler Orderu Korony Żelaznej III klasy (1914)[1]
- Brązowy Medal Zasługi Wojskowej na czerwonej wstędze
- Odznaka za Służbę Wojskową III klasy
- Medal Jubileuszowy Pamiątkowy dla Sił Zbrojnych i Żandarmerii
- Krzyż Jubileuszowy Wojskowy